# Jimmy Jam e Terry Lewis
James Samuel "Jimmy Jam" Harris III  (Minneapolis, Minnesota, 6 de junho de 1959),  e Terry Steven Lewis (Omaha, Nebraska, 21 de novembro de 1956), formam um dupla de produtores musicais e compositores famosos por terem lançado Janet Jackson ao estrelato em 1986. Trabalham juntos desde o ensino médio, quando formaram uma banda chamada Flyte Time. Ganharam fama ao produzirem os sucessos "Just Be Good to Me" e "Tell Me If You Still Care" para o grupo The S.O.S. Band em 1983.
Depois de trabalharem com grandes nomes da música como Gladys Knight e Luther Vandross, Jam e Lewis foram apresentados a Janet Jackson, a irmã caçula de Michael Jackson, em 1986. Naquele ano, produrizam o álbum Control, que lançou a jovem ao estrelato, e ganharam o primeiro Grammy da carreira. Foram responsáveis também por outros três álbuns de sucesso da cantora Rhythm Nation 1814 (1989), janet (1993) e The Velvet Rope (1997). 
Ainda na família Jackson, os dois trabalharam com Michael Jackson em algumas músicas de seus álbuns HIStory: Past, Present and Future – Book I e outras que não foram lançadas em nenhum álbum no decorrer da carreira do Rei do Pop.
Entre os destaques da carreira estão trabalhos com Boyz II Men ("4 Seasons of Loneliness"), Usher ("U Remind Me"), Mary J. Blige ("No More Drama"), Michael Jackson ("2 Bad", "Tabloid Junkie" e "Scream"), Janet Jackson ("When I Think of You", "Rhythm Nation", "Black Cat", Thats's the Way Love Goes e "All For You"), Mariah Carey ("Thank God I Found You") e Jessica Simpson ("These Boots Are Made for Walkin'").